# 鏑射寺
獨鈷山 鏑射寺（日語：とっこさん かぶらいじ）是位於兵庫縣神戶市北區的真言宗單立教派佛寺。通稱為甘樂寺（かぐら-），祭祀的本尊是大日如來。
581年由聖德太子開基建立。
境内的池子種有大賀一郎在繩文遺跡中所發現的古代蓮花品種（被稱為大賀蓮）。

## 伽藍
- 本堂
- 三重塔
- 護摩堂
- 弁天堂
- 鐘樓
- 石佛群
- 鏑射大權限
- 清涼院
- 慶湧殿（客殿）

## 禮所
- 近畿三十六不動尊靈場 第11號
- 佛塔古寺十八尊 第16號
- 西國愛染十七靈場第3號
- 神戶十三佛靈場第13號 （虛空藏菩薩）
- 攝津西國第10號
- 郡西國 第25號

## 註腳
1. ↑  . 角川. 1978-10-27: 140.
2. ↑  .   [2018-05-19]. （原始内容存档于2015-12-27）.